# Кодекс Вольфа A

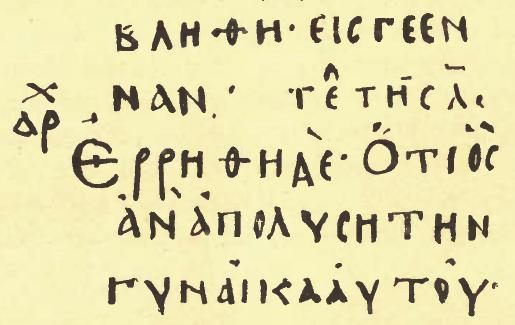
Кодекс Вольфа A

Кодекс Вольфа A (лат. Codex Seidelianus, умовне позначення Ge або 011) — один з рукописів Нового Заповіту, написаний давньогрецькою мовою (діалект Койне), датується IX століттям.
Бореліанський кодекс містить  Четвероєвангеліє. Збереглося 252 аркуші кодексу, розмір аркуша — 25,7 на 21,5 см. Текст кодексу написаний двома колонками на сторінку.
Кодекс зберігається у Британській бібліотеці (Harley 5684) в Лондоні.